# Üzenet a liftből / A fodrász
Az Üzenet a liftből/ A fodrász a KFT együttes második albuma, 1983-ban jelent meg. Ekkor forgatták az első magyar videóklipet a Fodrász című dalhoz.

## Az album számai
Üzenet a liftből:
1. Milyen kegyetlen a szerelem
2. Állatkert
3. Aki bújt aki nem
4. Üzenet a liftből
5. Valami mocorog

A fodrász:
1. A fodrász
2. A pénztárcámat
3. A lány aki nincs
4. A tükör
5. Indul a hinta

Start-Omega felvétel, zenei rendező: Kóbor János, hangmérnök: Kálmán Sándor, grafika: Pálfi György, fotó: Diner Tamás, Wesely György.

## Közreműködők
- Zene és szöveg: Korlátolt Felelősségű Társaság
- Bornai Tibor: Roland Jupiter 4, Roland Jupiter 8, ének és hajszesz
- Laár András: gitár, balalajka, ének és fésűk
- II. Lengyelfi Miklós:elektromos bőgő, basszusgitár, zongora, ének és borotva
- Márton András: dobok, morse és olló